# EMD GP38形ディーゼル機関車
EMD GP38は、1966年1月から1971年12月の間にアメリカのGM-EMDが製造した電気式ディーゼル機関車である。GP28の後継機種にあたり、エンジンを567D1型から新型の645型に変更し、出力を1800馬力から2000馬力に向上させている。

## 詳細
GP28と同様にGP35の車体を使用しているが、全長はGP28に比べて約0.9メートル（3フィート）長くなっている。性能的には中軽量貨物列車を牽引できるにもかかわらず、その大きさと出力から、操車場での貨物列車の組成や仕分け、入れ換え等の作業に充当されることが多い。
706両以上が製造され、うち700両はアメリカに、6両はメキシコの鉄道会社で導入された。1972年以降の製造車は改良モデルのGP38-2に移行している。